# Берч (Вісконсин)
Берч (англ. Birch) — місто (англ. town) в США, в окрузі Лінкольн штату Вісконсин. Населення — 570 осіб (2020).

## Демографія
Згідно з переписом 2010 року, у місті мешкали 594 особи в 189 домогосподарствах у складі 134 родин. Було 285 помешкань
Расовий склад населення:
| - 79,0 % — білих - 13,3 % — чорних або афроамериканців - 0,8 % — корінних американців - 0,5 % — азіатів - 2,4 % — осіб інших рас |

До двох чи більше рас належало 4,0 %. Частка іспаномовних становила 4,7 % від усіх жителів.
За віковим діапазоном населення розподілялося таким чином: 37,4 % — особи молодші 18 років, 51,2 % — особи у віці 18—64 років, 11,4 % — особи у віці 65 років та старші. Медіана віку мешканця становила 35,8 року. На 100 осіб жіночої статі у місті припадало 191,2 чоловіків;  на 100 жінок у віці від 18 років та старших — 124,1 чоловіків також старших 18 років.
Середній дохід на одне домашнє господарство  становив 64 294 долари США (медіана — 57 083), а середній дохід на одну сім'ю — 77 484 долари (медіана — 75 833). Медіана доходів становила 46 071 долар для чоловіків та 35 875 доларів для жінок. За межею бідності перебувало 7,7 % осіб, у тому числі 5,3 % дітей у віці до 18 років та 12,7 % осіб у віці 65 років та старших.
Цивільне працевлаштоване населення становило 225 осіб. Основні галузі зайнятості: освіта, охорона здоров'я та соціальна допомога — 29,8 %, виробництво — 15,6 %, фінанси, страхування та нерухомість — 11,1 %, роздрібна торгівля — 8,9 %.